# 大阪工業大学専門学院
大阪工業大学専門学院（おおさかこうぎょうだいがくせんもんがくいん）は、大阪府に存在していた各種学校。

## 概要
1927年に関西高等工学校を開設。後に常翔学園中学校・高等学校になる関西工業学校、後に大阪工業大学になる関西高等工業学校とは異なる。
1948年に関西高等工学校を摂南工科専門学院に改称。
1950年に摂南工科専門学院を大阪工業大学専門学院に改称。
1979年に廃止。計7,808人が卒業。

## 設置課程
1958年当時の設置課程は以下の通り
- 土木科
- 建築科
- 電気科
- 機械科
- 工業化学科